# Борисов Володимир Олександрович
Володи́мир Олекса́ндрович Бори́сов (нар. 13 грудня 1982, Дніпро) — український комік, актор та автор. Співзасновник команди «Днепр», що брала участь у Вищій лізі КВК та «Лізі сміху».

## Біографія
Володимир народився 13 грудня 1982 у місті Дніпро. У старших класах навчався в ліцеї при ДІІТі, до якого згодом і поступив. Провчившись з 2000 по 2005 роки, здобув спеціальність «Економіста-програміста».
Після закінчення університету, працював за спеціальністю у банку; тиждень, і попросив «спалити документи». Мав досвід з продажу комп’ютерів, і ще майже рік працював у районній у місті раді в організаційному відділі.
Зрештою обрав шлях гумориста, і виборов статус віцечемпіона КВК та призера Зимового кубку Ліги сміху.

## Кар'єра гумориста

### КВК
Володимир ще у школі брав участь у конкурсах художньої самодіяльності: виступав, робив пародії. В інституті, з 2000-го року, почав грати у КВК за команду власного ВНЗ – «Железные дорожники». Потім перейшов до команди «Наша Улица».
У 2005-му став одним зі співзасновників команди КВК «Днепр». Вони грали у:
- Вищій Українській Лізі КВК (2005-2009);
- Прем’єр Лізі КВК (2008);
- Вищій Лізі КВК (2010-2013);
- «Голосящому КіВіНі» (2010, 2012-2014).

У 2013 році вони стали першою українською командою з 1997 року, що потрапила до фіналу Вищої Ліги. Після цього сезону команда завершила свою кар'єру у Вищій Лізі. А через рік, після виступу в Голосящому КіВіНі 2014-го, вони остаточно покинули сцену КВК.
Команда «Днепр» знаменита своїм дуетом «Ігор і Лєна», в якому прекрасну половину грав саме Володимир. Вони із гумором показували життя подружньої пари. У майбутньому дует породив скетчком «Сімейка У».
Поза Україною та Росією, команда їздила турами в інші країни. Наприклад, у Киргизстан, чи Німеччину.

### Ліга сміху
Після завершення кар'єри у КВК, учасники команди почали брати участь у різних особистих проєктах. У повноцінних гумористичних турнірах команда не брала участі до 2019 року, коли вона прийшла у ювілейний, п'ятий сезон Ліги сміху. Команда одразу стала фаворитом. Поява в проєкті культових українських команд була не в новинку, все ж таки «Одеські манси», «Вінницькі», «VIP» Тернопіль раніше вже встигли проявити себе, але вони дещо поступалися за популярністю та впізнаваністю команді «Днепр».
Загалом Володимир грав із командою в:
- Літньому кубку Ліги сміху (2016);
- Зимових кубках (2016, 2017; 2019 – здобули кубок);
- сезоні Ліги сміху (2019).

### Інша діяльність
Окрім виступів, Володимир був редактором. Сприяв розкриттю команд, і безпосередньо допомагав будувати жарти. Під його доглядом проходили Ліги КВК: Vostok.ua (2014-2018), Молдова (2016-2018), та Sagacitas (2017-2018). В Лізі Сміху редагував такі ліги: Одеську, Запорізьку, Студентську міста Київ, та Лігу сміху КПІ.
Проводив заходи як ведучий: дні народження, весілля, новорічні свята тощо.

## Телебачення
| Рік         | Назва         | Виступав як | Виступав як | Роль                 |
| Рік         | Назва         | Актор       | Автор       | Роль                 |
| ----------- | ------------- | ----------- | ----------- | -------------------- |
| 2013 – 2017 | Країна У      | Так         | Так         | Лєна                 |
| 2014 – 2017 | Казки У       | Так         | Так         | Один із трьох Дівиць |
| 2018        | Сімейка У     | Так         | Так         | Лєна                 |
| 2020        | Батько рулить | Так         | Ні          | Марк                 |

## Нагороди
- Кубок Президента України у 2012 році;
- Два Малих КіВіНа – 2012 та 2013 років;
- Віцечемпіон Вищої Ліги КВК 2013 року;
- Переможець Зимового кубку Ліги сміху 2019.

## Особисте життя
Одружений із Борисовою Наталією Миколаївною (нар. 16 липня 1982). У шлюбі народилося дві доньки: Анастасія (2010 р.) та Анна (2020 р.). Батька звати Олександр Борисович, а матусю Ольга Василівна.
Хобі немає. Надає перевагу родині.